# Café Chorale
Der Café Chorale ist ein 1994 gegründeter Chor in Costa Rica. Seine Mitglieder sind sangesinteressierte Studierende und Berufstätige aus dem Zentrum Costa Ricas.
Der Chor beschäftigt sich mit der Verbreitung und der Erforschung der vielfältigen Gesangsliteratur von der Renaissance bis zur zeitgenössischen Musik des 20. Jahrhunderts und vor allem mit der Erhaltung einer Sammlung in Lateinamerika entstandener Musikstücke. Wegen seiner Arbeit in diesem Bereich wurde der Chor national und international ausgezeichnet, unter anderem 1999, 2003 und 2007 mit dem Nationalpreis für Musik in Costa Rica.
Chorleiter ist David Ramírez, der an der Universität Kalifornien in Los Angeles studierte. Er ist heute Professor für Chorleitung an der National-Universität in Costa Rica, wo er Kurse über Gesangsforschung leitet.

## Diskografie
- 1997 Ritmos Latinoamericanos
- 1999 Cosecha Latina
- 2001 Al grano
- 2003 Hoy ha nacido
- 2006 Esencias del café
- 2007 Latinoamérica más cerca
- 2009 Nuestra mejor cosecha: El Café Chorale 15 años
- 2010 Presagios: Memoria musical costarricense | Volumen 1
- 2011 Llegó la Navidad